# Rigny-la-Nonneuse
Pour les articles homonymes, voir Rigny (homonymie).
Rigny-la-Nonneuse est une commune française, située dans le département de l'Aube en région Grand Est.

## Géographie

### Communes limitrophes
|                                     | La Fosse-Corduan Saint-Loup-de-Buffigny | Saint-Martin-de-Bossenay |
| Fay-lès-Marcilly Avant-lès-Marcilly | Rigny-la-Nonneuse                       | Marigny-le-Châtel        |
|                                     | Avon-la-Pèze                            |                          |

### Hydrographie

#### Réseau hydrographique
La commune est dans la région hydrographique « la Seine de sa source au confluent de l'Oise (exclu) » au sein du bassin Seine-Normandie. Elle est drainée par le ruisseau de Saint-Pierre,.

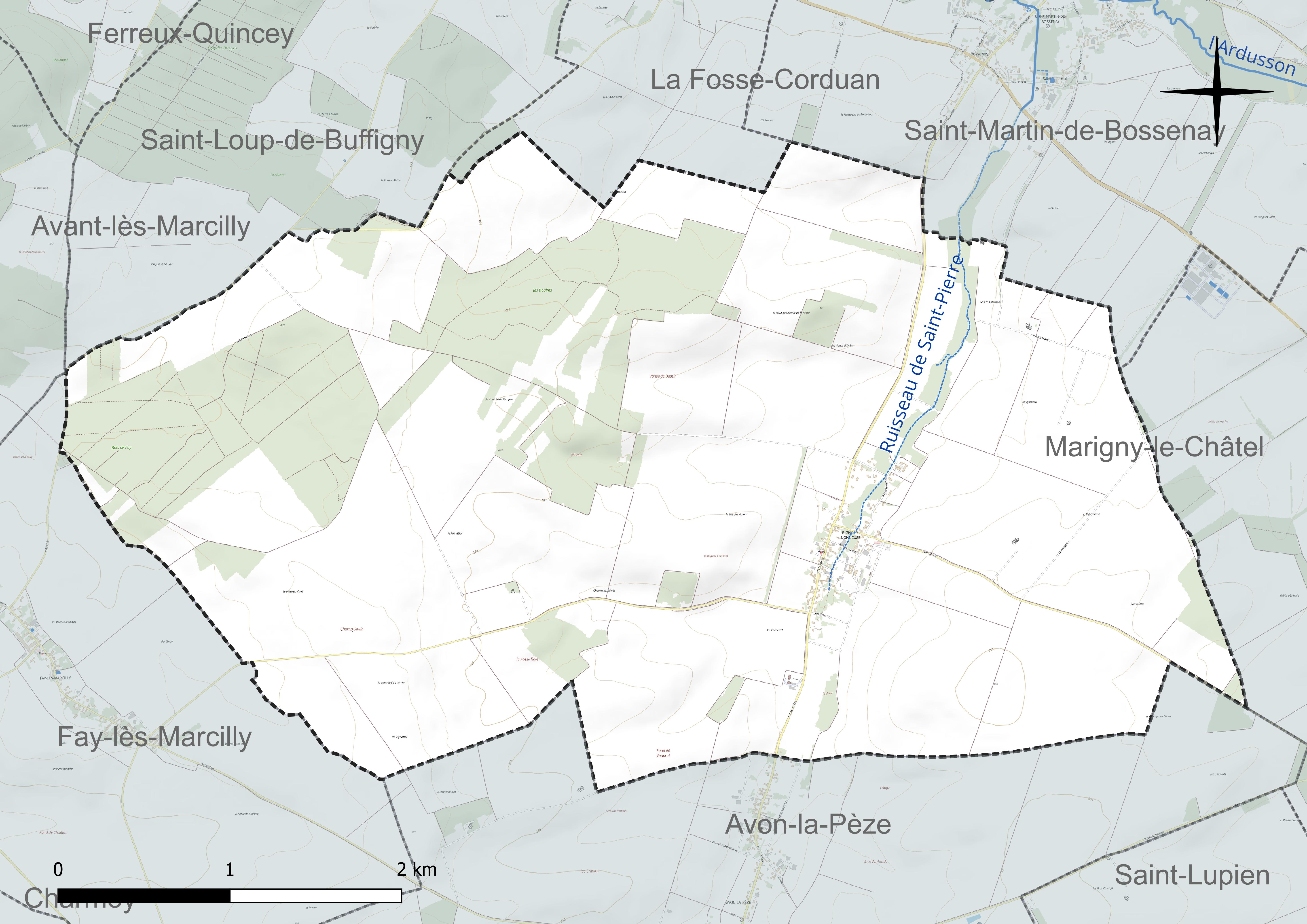
Réseau hydrographique de Rigny-la-Nonneuse.

#### Gestion et qualité des eaux
Le territoire communal est couvert par le schéma d'aménagement et de gestion des eaux (SAGE) « Bassée Voulzie ». Ce document de planification concerne le territoire du bassin versant de l'Armançon qui s’étend sur 1 710 km2 et se répartit sur trois départements (l'Aube, l'Yonne et la Marne). Le périmètre a été arrêté le 2 septembre 2016, le diagnostic a été validé le 29 novembre 2022. La structure porteuse de l'élaboration et de la mise en œuvre est le Syndicat mixte ouvert de l’eau potable, de l’assainissement collectif, de l’assainissement non collectif, des milieux aquatiques et de la démoustication (SDDEA), dont le siège est à Troyes.
La qualité des cours d’eau peut être consultée sur un site dédié géré par les agences de l’eau et l’Agence française pour la biodiversité.

### Climat
Pour des articles plus généraux, voir Climat du Grand Est et Climat de l'Aube.
En 2010, le climat de la commune est de type climat océanique dégradé des plaines du Centre et du Nord, selon une étude du Centre national de la recherche scientifique s'appuyant sur une série de données couvrant la période 1971-2000. En 2020, Météo-France publie une typologie des climats de la France métropolitaine dans laquelle la commune est exposée à un climat océanique altéré et est dans la région climatique Nord-est du bassin Parisien, caractérisée par un ensoleillement médiocre, une pluviométrie moyenne régulièrement répartie au cours de l’année et un hiver froid (3 °C).
Pour la période 1971-2000, la température annuelle moyenne est de 10,5 °C, avec une amplitude thermique annuelle de 15,7 °C. Le cumul annuel moyen de précipitations est de 730 mm, avec 12 jours de précipitations en janvier et 7,5 jours en juillet. Pour la période 1991-2020, la température moyenne annuelle observée sur la station météorologique de Météo-France la plus proche, « Bouy-sur-Orvin », sur la commune de Bouy-sur-Orvin à 12 km à vol d'oiseau, est de 11,4 °C et le cumul annuel moyen de précipitations est de 635,9 mm. 
La température maximale relevée sur cette station est de 42,4 °C, atteinte le 25 juillet 2019 ; la température minimale est de −20,5 °C, atteinte le 17 janvier 1985,,.
Les paramètres climatiques de la commune ont été estimés pour le milieu du siècle (2041-2070) selon différents scénarios d'émission de gaz à effet de serre à partir des nouvelles projections climatiques de référence DRIAS-2020. Ils sont consultables sur un site dédié publié par Météo-France en novembre 2022.

## Urbanisme

### Typologie
Au 1er janvier 2024, Rigny-la-Nonneuse est catégorisée commune rurale à habitat dispersé, selon la nouvelle grille communale de densité à 7 niveaux définie par l'Insee en 2022.
Elle est située hors unité urbaine. Par ailleurs la commune fait partie de l'aire d'attraction de Troyes, dont elle est une commune de la couronne,. Cette aire, qui regroupe 209 communes, est catégorisée dans les aires de 200 000 à moins de 700 000 habitants,.

### Occupation des sols
L'occupation des sols de la commune, telle qu'elle ressort de la base de données européenne d’occupation biophysique des sols Corine Land Cover (CLC), est marquée par l'importance des territoires agricoles (80,1 % en 2018), une proportion identique à celle de 1990 (80,1 %). La répartition détaillée en 2018 est la suivante : 
terres arables (78,5 %), forêts (18,1 %), zones urbanisées (1,8 %), zones agricoles hétérogènes (1,7 %). L'évolution de l’occupation des sols de la commune et de ses infrastructures peut être observée sur les différentes représentations cartographiques du territoire : la carte de Cassini (XVIIIe siècle), la carte d'état-major (1820-1866) et les cartes ou photos aériennes de l'IGN pour la période actuelle (1950 à aujourd'hui).

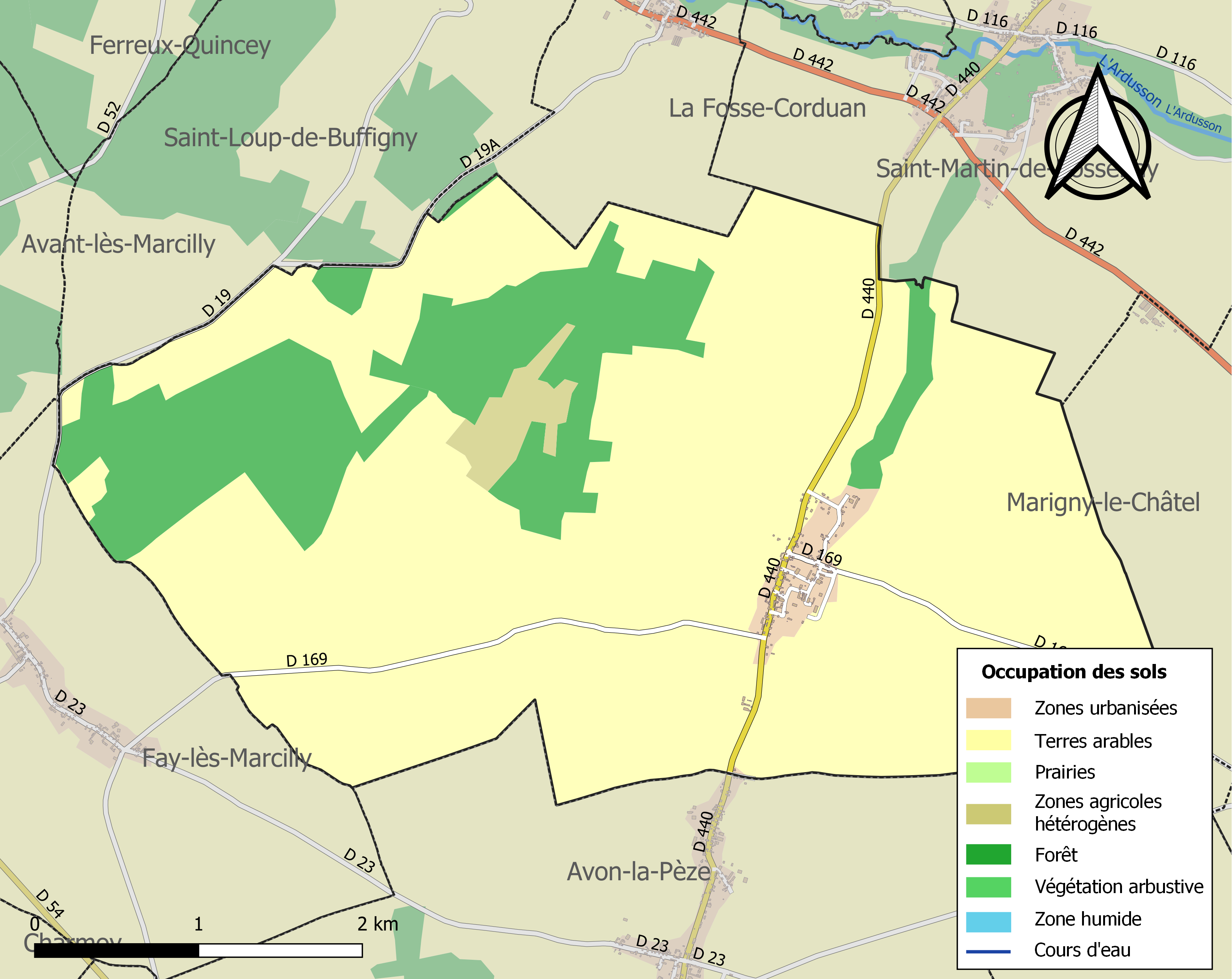
Carte des infrastructures et de l'occupation des sols de la commune en 2018 (CLC).

## Histoire
Dès 1175, la seigneurie appartenait en partie à l'abbaye Saint-Loup de Troyes.
Le lieutenant aviateur de Grailly s'est écrasé sur le territoire de la commune en 1911. Un monument en grès rose rappelle cette mort tragique de l'aviateur.
En juin 1944, des combats ont opposé les maquisards aux forces allemandes. Une autre stèle évoque le destin des 57 combattants morts pour la France.

## Politique et administration
| Période                                  | Période  | Identité                                         | Étiquette | Qualité                                  |
| ---------------------------------------- | -------- | ------------------------------------------------ | --------- | ---------------------------------------- |
| Les données manquantes sont à compléter. |          |                                                  |           |                                          |
| 1803                                     | 1808     | François Hyacinthe Hennequin                     |           |                                          |
| 1808                                     | 1815     | Jean Baptiste Boudard                            |           |                                          |
| 1815                                     | 1816     | Nicolas Danrée                                   |           |                                          |
| 1816                                     | 1835     | Edmé Danrée                                      |           |                                          |
| 1835                                     |          | Désiré Danrée                                    |           |                                          |
| mars 2001                                | En cours | Mme Agnès Mignot Réélue pour le mandat 2020-2026 | UMP-LR    | Agricultrice, conseillère départementale |

## Démographie
L'évolution du nombre d'habitants est connue à travers les recensements de la population effectués dans la commune depuis 1846. Pour les communes de moins de 10 000 habitants, une enquête de recensement portant sur toute la population est réalisée tous les cinq ans, les populations de référence des années intermédiaires étant quant à elles estimées par interpolation ou extrapolation. Pour la commune, le premier recensement exhaustif entrant dans le cadre du nouveau dispositif a été réalisé en 2005.

En 2022, la commune comptait 158 habitants, en évolution de −7,06 % par rapport à 2016 (Aube : +0,7 %, France hors Mayotte : +2,11 %).
| 1846 | 1851 | 1856 | 1861 | 1866 | 1872 | 1876 | 1881 | 1886 |
| ---- | ---- | ---- | ---- | ---- | ---- | ---- | ---- | ---- |
| 294  | 286  | 274  | 277  | 263  | 259  | 256  | 236  | 229  |

| 1891 | 1896 | 1901 | 1906 | 1911 | 1921 | 1926 | 1931 | 1936 |
| ---- | ---- | ---- | ---- | ---- | ---- | ---- | ---- | ---- |
| 237  | 223  | 192  | 187  | 155  | 112  | 118  | 116  | 105  |

| 1946 | 1954 | 1962 | 1968 | 1975 | 1982 | 1990 | 1999 | 2005 |
| ---- | ---- | ---- | ---- | ---- | ---- | ---- | ---- | ---- |
| 133  | 111  | 105  | 87   | 69   | 90   | 96   | 145  | 134  |

| 2006 | 2010 | 2015 | 2020 | 2022 | - | - | - | - |
| ---- | ---- | ---- | ---- | ---- | - | - | - | - |
| 134  | 149  | 169  | 156  | 158  | - | - | - | - |

## Lieux et monuments
- Église paroissiale Saint-Nicolas de Rigny-la-Nonneuse avec un retable classé[22].

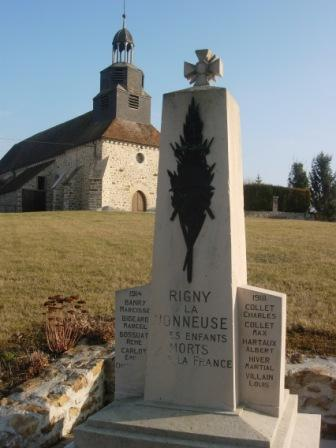
Le monument aux morts et l'église de Rigny.
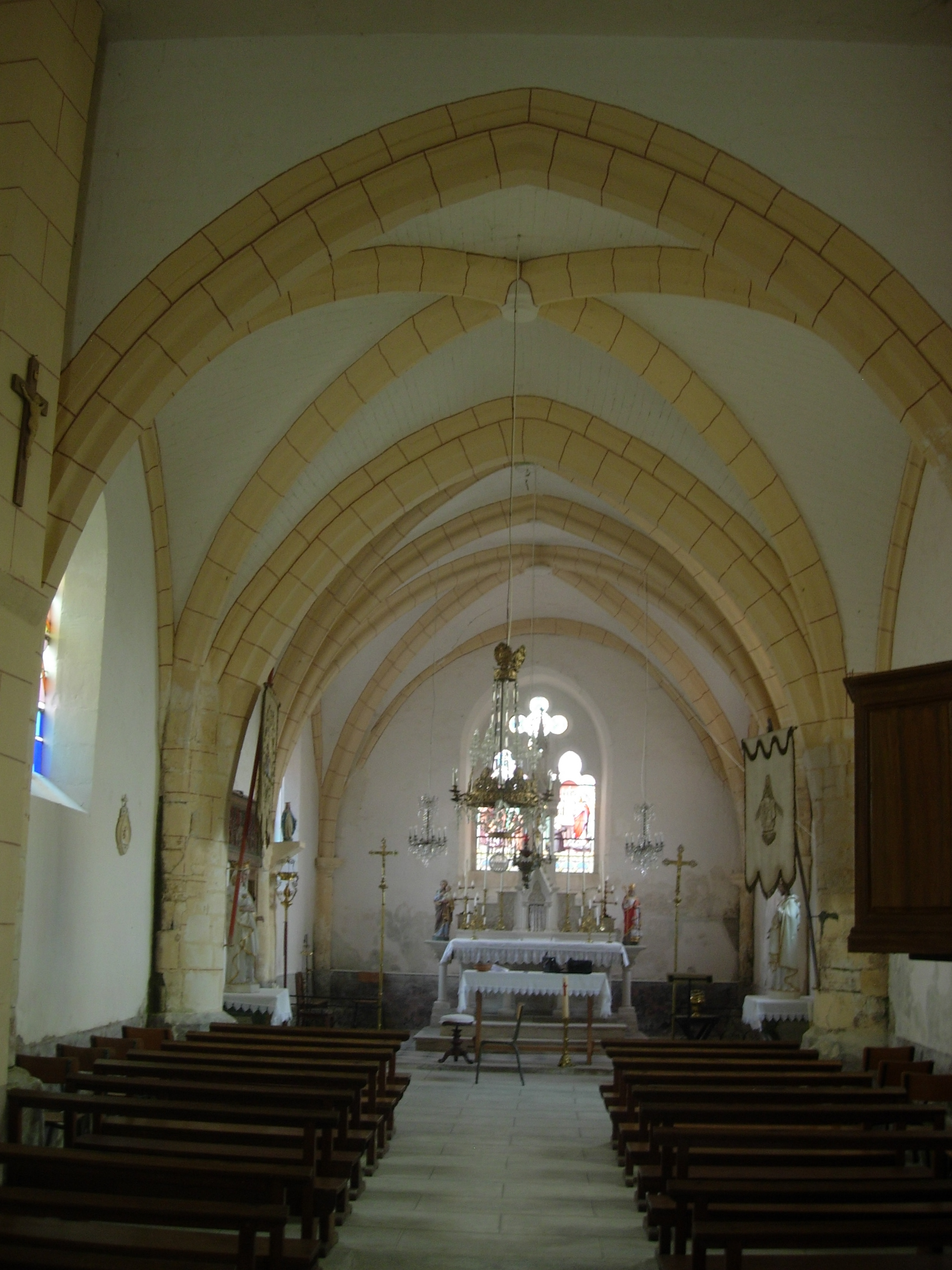
L'intérieur de la nef de l'église de Rigny.
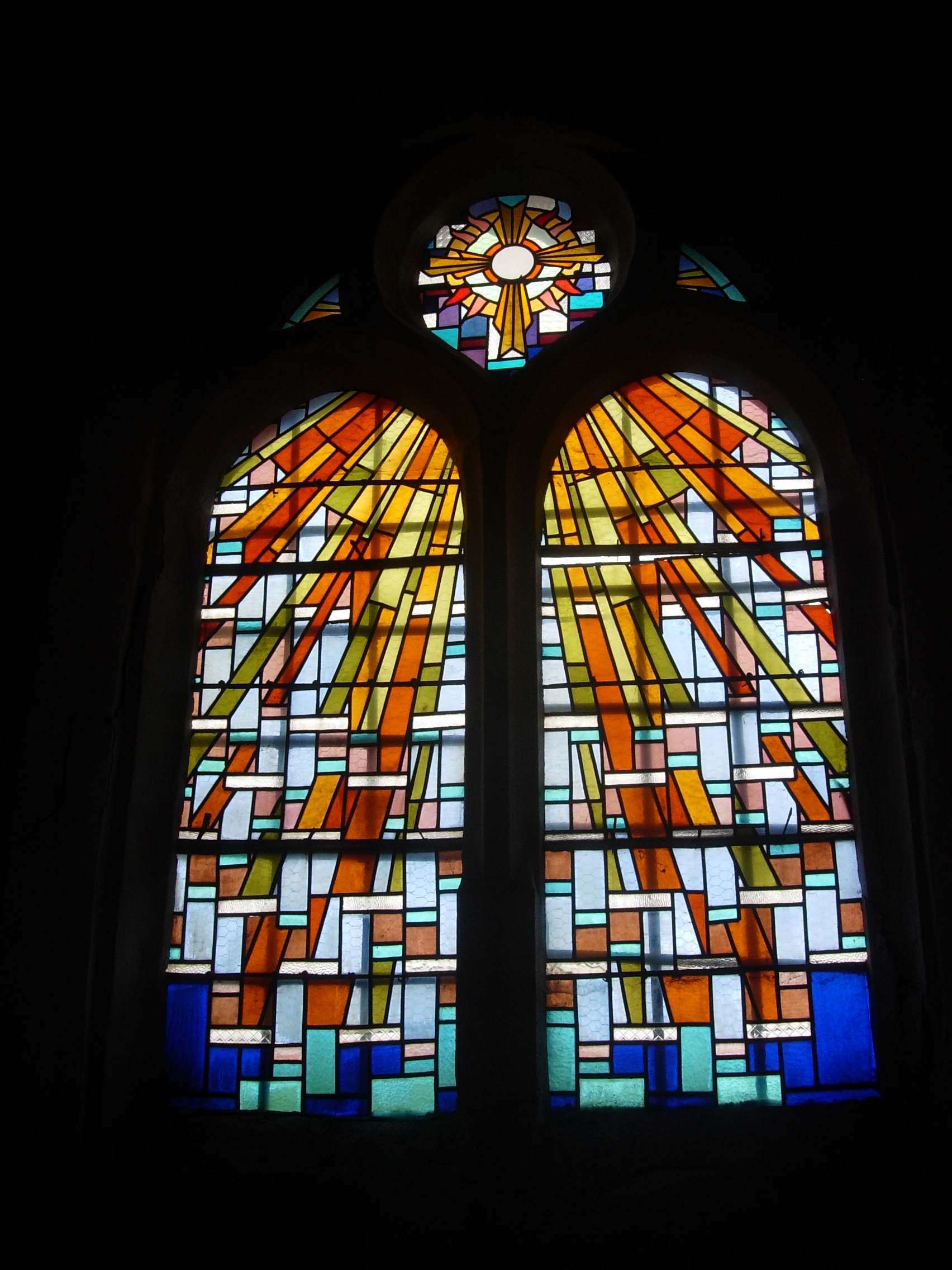
Un vitrail de l'église.
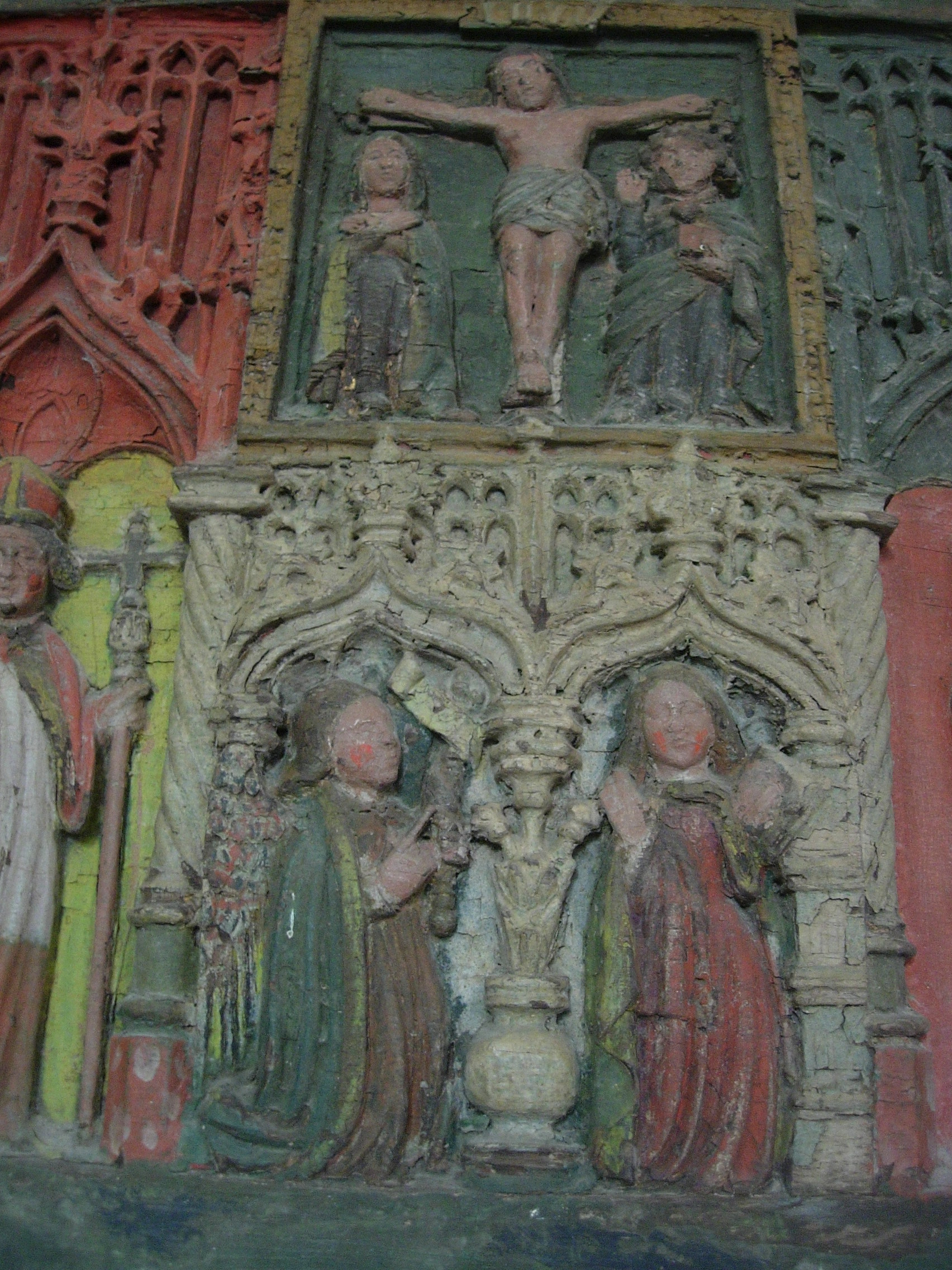
Retable de l'église (détail) : le calvaire et l'Annonciation.
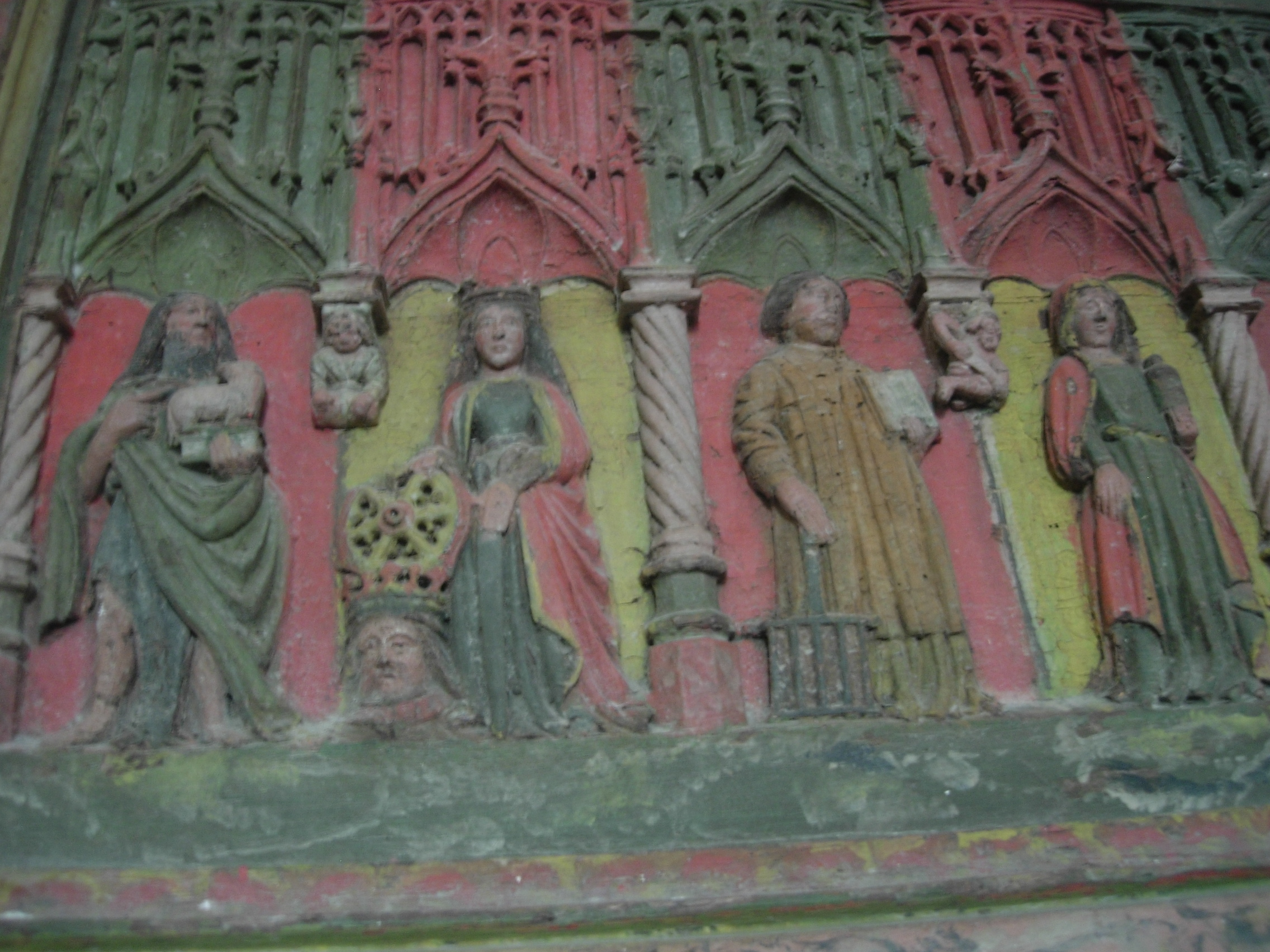
Retable de l'église (détail) : Saint Jean Baptiste et Sainte Catherine, [(saint Laurent]) et Sainte Madeleine
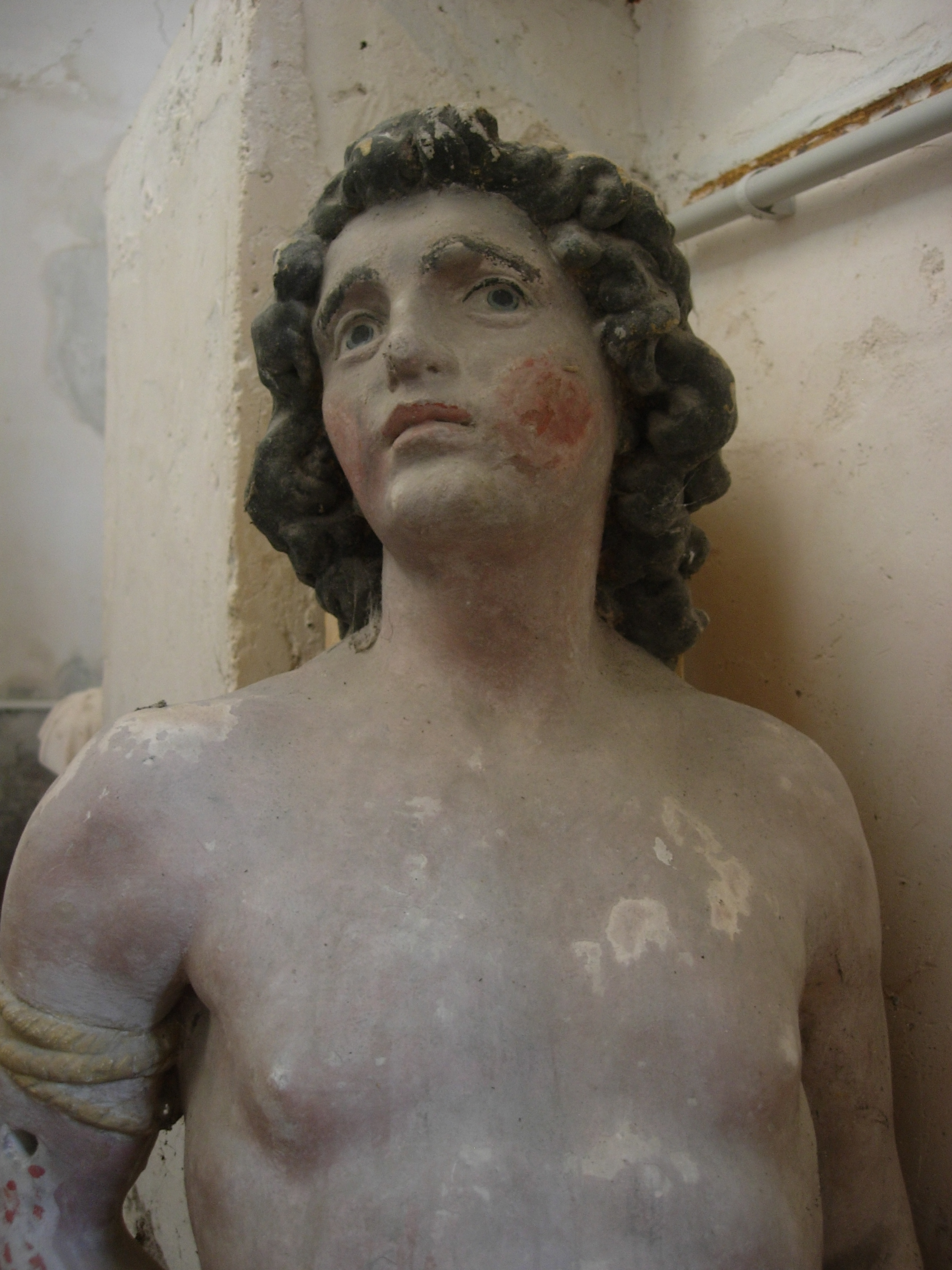
Saint Sébastien, sculpture du XVIe siècle[24].
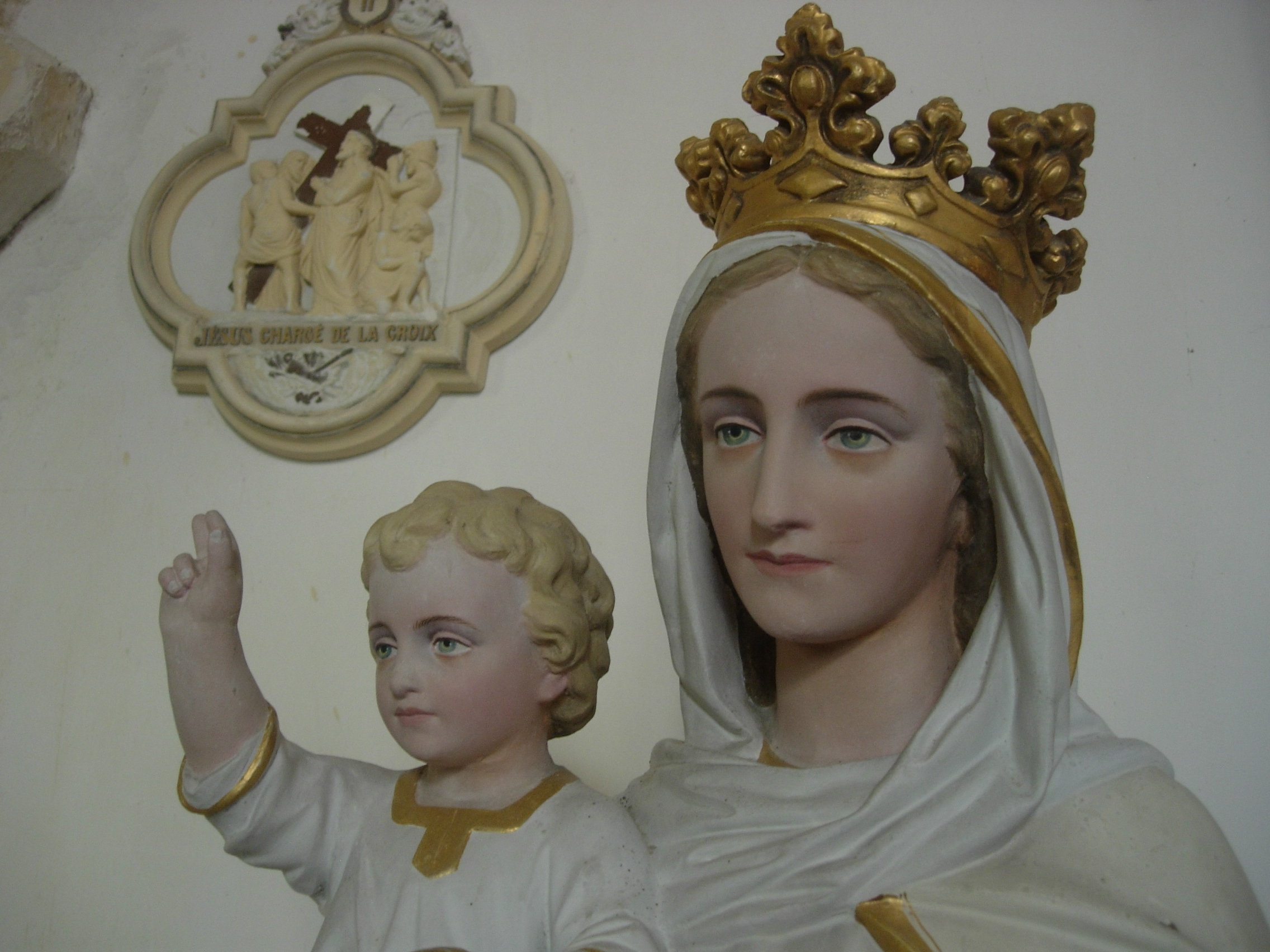
Une vierge à l'enfant du XIXe siècle.